# Bautzener Autobahnring
Der Bautzener Autobahnring war von 1955 bis 1974 eine temporäre Motorsport-Rennstrecke bei Bautzen, die auf einem Autobahnabschnitt der Autobahn 4 angelegt wurde. 

## Streckenbeschreibung
Die Streckenlänge betrug 2,920 km. Als Rennstrecke diente dabei die Anschlussstelle Bautzen-West der Autobahn 4 sowie die F 96 zwischen den beiden Abfahrten. An den Renntagen wurde der Autobahnverkehr an einer Behelfsausfahrt bei Prischwitz von der Autobahn auf die Straße Kamenz–Bautzen abgeleitet. Aufgrund der Zerstörung der Autobahnbrücke über die Spree im April 1945 konnte die Autobahn östlich der Anschlussstelle ohnehin nicht mehr vom Verkehr genutzt werden.

## Veranstaltungen
Auf der im Uhrzeigersinn befahrenen Rennstrecke fanden internationale Auto- sowie Motorradrennen mit und ohne Beiwagen statt. Klassen waren unter anderem Formel Junior (die spätere Formel 3) bei Rennwagen, A, B, C bei Motorrädern sowie Motorradgespanne mit verschiedenen Hubraumklassen. 1957 gewann Heinz Melkus das Rennen der Formel 3.
Am 9. Juni 1974, fand mit dem XX. Bautzener Autobahnring-Rennen die letzte Veranstaltung auf diesem Autobahnkurs der DDR statt, da die Strecke angesichts des wachsenden Transit- und Urlaubsverkehrs nicht mehr für Sportzwecke zur Verfügung gestellt werden konnte.